# Luchthaven Maya-Maya
Luchthaven Maya-Maya (IATA: BZV, ICAO: FCBB) is een luchthaven in Brazzaville, hoofdstad van Congo-Brazzaville.
De luchthaven bediende 447.699 passagiers in 2004.

## Ongelukken
- 23 november 1996: kapers dwongen Ethiopian Airlines vlucht 961, opgestegen in Mumbai voor de vlucht naar Abidjan en Addis Abeba met veel stops tussendoor (inclusief Brazzaville) neer te storten in de Indische Oceaan.

## Luchtvaartmaatschappijen en bestemmingen
- Air France - Parijs-Charles de Gaulle
- Air Ivoire - Abidjan, Cotonou, Douala, Ouagadougou, Yaoundé
- ECAir - Bamako, Cotonou, Dakar, Douala, Dubai-International, Oyo, Libreville, Parijs-Charles de Gaulle, Pointe-Noire
- Ethiopian Airlines - Addis Abeba
- ASKY Airlines) - Libreville, Lomé
- Interair South Africa - Bamako, Cotonou, Johannesburg
- Kenya Airways - Nairobi
- Royal Air Maroc - Casablanca, Pointe-Noire
- RwandAir - Kigali, Libreville
- TAAG Angola Airlines - Bangui, Douala, Luanda
- Trans Air Congo - Cotonou, Douala, Pointe-Noire